# Парафин

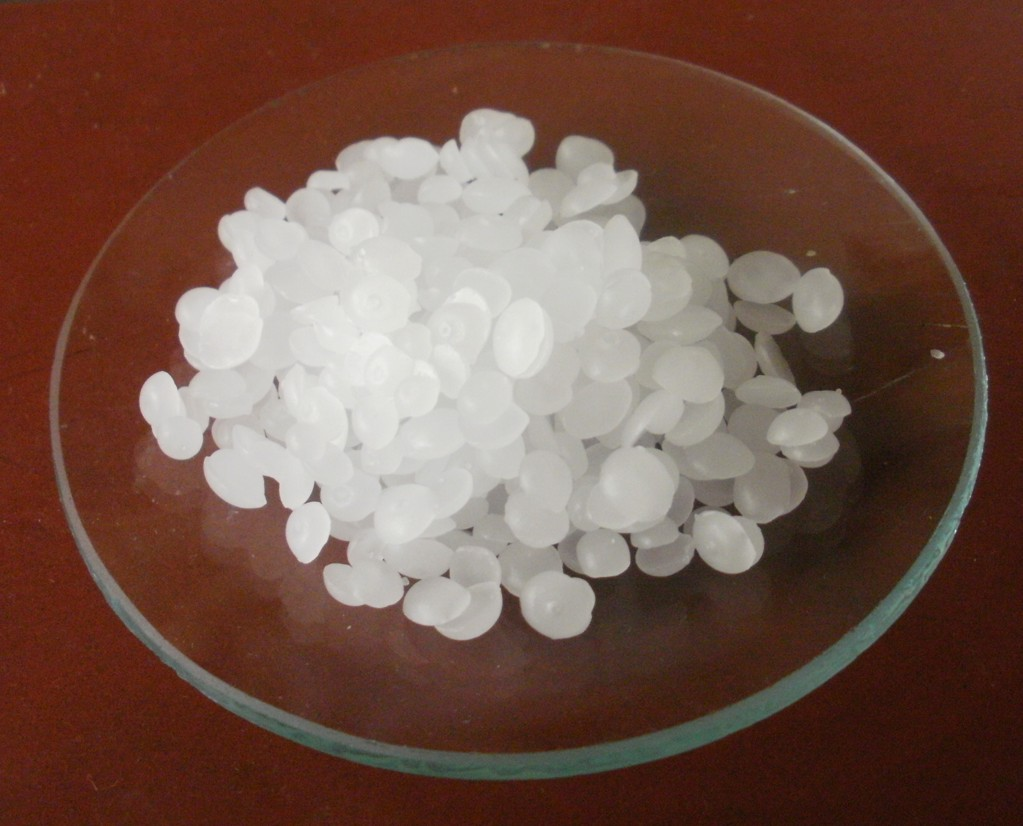
Гранулы парафина

Парафи́н (от лат. parum «мало» + affinis «родственный») — воскоподобная смесь предельных углеводородов (алканов) преимущественно нормального строения состава от С18Н38 (октадекан) до С35Н72 (пентатриоконтан).
Температура плавления — от 45°С до 65°С;
Температура кипения — выше 370°C
Температура вспышки  200-250°C
Плотность — 0,880-0,915 г/см³ (15 °C);
Получают главным образом из нефти.
В зависимости от соотношения концентраций тяжелых и лёгких углеводородов парафин может быть жидким, твёрдым и мелкокристаллическим (церезин).
Открыт Карлом фон Райхенбахом.
Парафины представляют собой смесь твёрдых углеводородов метанового ряда преимущественно нормального строения с 18-35 атомами углерода в молекуле и температурой плавления 45-65 °C. В парафинах обычно содержится некоторое количество изопарафиновых углеводородов, а также углеводородов с ароматическим или нафтеновым ядром в молекуле.
ГОСТ 23683-89 устанавливает 10 марок парафина (П1, П2, В1, В2, В3, В4, В5, Т1, Т2, С), различающихся по классу и форме выпуска:
1. марки с индексом П — высокоочищенные, предназначены для пищевых производств;
2. марки с индексом В — высокоочищенные с более узким разбросом весов компонентов, предназначены для непищевых производств;
3. марки с индексом Т — не очищенные технические парафины;
4. марка с индексом С — так называемый «спичечный» парафин, характеризующийся повышенным содержанием масла и наименьшей температурой плавления.

Нормируется содержание масла в парафине (0,8 % для марки П2; 0,45 % для всех марок, исключая технические; свыше 1 % для технических марок). Химический состав парафинов нормируется косвенно по температуре плавления и микротвёрдости (для парафинов марок с литерой В, выпускаемых в виде слитков).

## Свойства
Парафин — вещество белого цвета с молекулярной массой 300—450, в расплавленном состоянии обладает малой вязкостью. Парафин не растворяется в воде, однако хорошо растворим в значительном количестве органических растворителей (в лёгком бензине, бензоле, ацетоне, хлороформе, этиловом эфире, сероуглероде, дихлорэтане, и пр.), в нефтепродуктах, спирте и минеральных маслах парафин растворяется при нагревании.
Парафины инертны к большинству химических реагентов. Они окисляются азотной кислотой, кислородом воздуха (при 140 °C и выше) и некоторыми другими окислителями с образованием различных жирных кислот, аналогичных жирным кислотам, содержащимся в жирах растительного и животного происхождения. Синтетические жирные кислоты, получаемые окислением парафина, применяют вместо жиров растительного и животного происхождения в парфюмерной промышленности, при производстве смазок, моющих средств, а также пищевых продуктов.
Пожароопасен. При нагревании выше 90°С начинается достаточно активное выделение легких фракций и продуктов термического разложения. Выделяющиеся вещества, нагретые выше 120—150°С, при контакте с воздухом самовоспламеняются.

## Получение
Парафины могут быть выделены также из других продуктов, например, из озокерита. В зависимости от фракционного состава, температуры плавления и структуры парафины разделяют на жидкие (tпл ≤ 27 °C), твёрдые (tпл = 28—70 °C) и микрокристаллические (tпл > 60—80 °C) — церезины. При одинаковой температуре плавления церезины отличаются от парафинов большей молекулярной массой, густотой и вязкостью. Церезины энергично реагируют с дымящей серной кислотой, в то время как парафины реагируют с ней слабо. При перегонке нефти церезины концентрируются в осадке, а парафин перегоняется с дистиллятом. Церезины, которые концентрируются в остатке после перегонки мазута, представляют собою смесь циклоалканов и в меньшем количестве твёрдых аренов и алканов. Изоалканов в церезине сравнительно мало.
По степени очистки парафины делят на следующие виды:
- гачи и петролатумы, которые содержат до 30 % (масс.) масел;
- неочищенные парафины (церезины) с содержанием масел до 6 % (масс.);
- очищенные и высокоочищенные парафины (церезины).

В зависимости от глубины очистки они имеют белый цвет (высокоочищенные и очищенные марки) или слегка желтоватый и от светло-жёлтого к светло-коричневому (неочищенные парафины). Очищенный парафин имеет плотность 881—905 кг/м³. Церезины представляют собой смесь углеводородов с количеством углеродных атомов в молекуле от 36 до 55 (от С36 к С55). Их извлекают из природного сырья (природного озокерита, а также остатков высокопарафинистых сортов нефти, получаемых при её переработке) . Температура плавления 65—88 °C, молекулярная масса 500—700. Парафины широко используют в электротехнической, пищевой (парафины глубокой очистки; tпл = 50—54 °C; содержание масел 0,5—2,3 % по массе), парфюмерной и других отраслях. На основе церезина изготавливают разные композиции в бытовой химии, вазелины; они используются также как загустители в производстве пластичных смазок, изоляционных материалов в электро- и радиотехнике и восковых смесей.
Неочищенные твёрдые парафины производят методами:
1. обезмасливания гачей и петролатумов — побочных продуктов производства (депарафинизации) масел с применением растворителей (смеси кетона, бензола и толуола, дихлорэтан), получая при этом неочищенные парафины (из гача) и церезины (из петролатума);
2. выделения и обезмасливания парафина из дистиллятов высокопарафинистых нефтей смесью кетона, бензола и толуола;
3. осаждение твёрдых парафинов без применения растворителей (путём охлаждения в кристаллизаторах и фильтропрессования).

Неочищенные парафины после этого облагораживают (доочищают) с использованием кислотно-щелочного, адсорбционного (контактного или перколяционного) или гидрогенизационного доочищения (для удаления нестабильных веществ, которые окрашивают и имеют запах). Жидкие парафины выделяют из дизельных фракций депарафинизацей с использованием избирательных растворителей (смесь ацетона, бензола и толуола), карбамидной депарафинизации (в производстве низкозастывающего дизельного топлива) и адсорбции на молекулярных ситах (выделение жидких парафинов С10-С18 с помощью пористого синтетического цеолита).

## Применение
- в качестве относительно безопасного в обращении горючего вещества: свечи для освещения и декоративных целей, загуститель для напалмов, термитов и топлив, компонент взрывчатых веществ;
- в качестве смазки для трущихся деталей: деревянных (направляющих выдвижных ящиков, пеналов и т. п.), пластиковых (компонент лыжных смазей, молнии и пр.), металлических (велосипедные цепи, полозья, направляющие и т.п.);
- в качестве уплотняющего, защитного, гидрофобизирующего вещества: изготовление парафиновой бумаги, производство спичек, заливка горлышек бутылок с некоторыми реактивами, например, некоторыми летучими эфирами, в смеси с бензином — антикоррозионное покрытие[4] (огнеопасно!), в смеси с керосином — разделительный состав в гипсовом литье;
- в косметике для производства вазелина, густых кремов;
- парафины зарегистрированы в качестве пищевых добавок E905;
- используется для парафинотерапии в медицине и косметологии;
- в ядерной физике, технике: эффективный замедлитель нейтронов и «генератор» протонов;
- для осаливания войлочных пыжей;
- в пищевой промышленности для пропитки упаковочных материалов и для покрытия ёмкостей для хранения пищевых продуктов[5].
- в микробиологической промышленности как сырьё для производства кормовых дрожжей.

В радиотехнике:
- Для пропитки электротехнической бумаги, использующейся при изготовлении конденсаторов и намотке трансформаторов. В прошлом также пропитывали дерево или картон, используемый для изготовления малоответственных изоляционных деталей.[6]
- Для заливки бескаркасных катушек индуктивности, для защиты их от вибраций и микрофонного эффекта. Часто применяется, например, в УКВ-радиоприёмниках, звукоснимателях для электрогитар. Иногда заливают весь объём микросборки.
- В других случаях, где требуются высокая электрическая прочность, малые потери на переменном токе, низкая цена и возможность лёгкого освобождения от заливки простым нагревом.

## Угроза «парафиновых отравлений» и её устранение
В летних сортах дизельного топлива часто встречается высокое содержание парафинов. При температуре ниже −5 °C это вызывает кристаллизацию парафина в баке, а также во всех деталях топливной аппаратуры от бака до форсунок, что приводит к отказу дизеля. Для устранения этого приходится порой прочищать всю топливную аппаратуру.
Для предотвращения кристаллизации применяются керосин, тормозная жидкость, а также антигели. Также парафин из дизельного топлива можно выделить при производстве путём замораживания и фильтрования. В России производство летних сортов дизельного топлива пока ещё не запрещено, поэтому в зимнее время происходит немало так называемых «парафиновых отравлений», что приводит к отказу и сложному ремонту дизелей.